# Kip King
Kip King, pseudonimo di Jerome Charles Kattan (Chicago, 11 agosto 1937 – Los Angeles, 15 luglio 2010), è stato un attore e doppiatore statunitense, è il padre dell'attore e comico statunitense Chris Kattan.

## Biografia
King è nato a Chicago, Illinois, figlio di un padre iracheno e di una madre polacca. Era noto per aver doppiato Puffo Sarto nella serie televisiva animati I Puffi. Ha prestato la voce anche a Shecky in I Biskitts e in altri programmi come Simpatiche canaglie, Scooby-Doo e Scrappy-Doo, Tom & Jerry Kids, Droopy: Master Detective e I Flintstones - Matrimonio a Bedrock.
È apparso come ospite in film e programmi televisivi come Il mio amico Arnold, Bachelor Father, I mostri vent'anni dopo, Giorno per giorno, La legge di Burke, Mr. Roberts, Barney Miller, Mister Ed, il mulo parlante, The Bill Cosby Show, My Living Doll, The Beverly Hillbillies, Ben Casey, Mannix, The Rifleman, Reno 911!, Cielo di fuoco, Super Vicki, Professione pericolo, New York New York, La famiglia Partridge e I Jefferson.
King è morto il 15 luglio 2010, dopo una lunga malattia.

## Filmografia parziale

### Cinema
- Il mondo dei robot (Westworld), regia di Michael Crichton (1973)

### Televisione
- I detectives (The Detectives) – serie TV, episodio 3x11 (1961)